# 奈良県立香芝高等学校
奈良県立香芝高等学校（ならけんりつ かしば こうとうがっこう、英: Nara Prefectural Kashiba Senior High School）は、奈良県香芝市真美ヶ丘5丁目に所在する県立高等学校。

## 概要
2024年（令和6年）度より、吹奏楽部が、奈良県教育委員会より、部活動等に力を入れている学校を重点的に支援する「スポーツ・文化活動推進校」の指定を受け、それぞれの部活動に詳しい専門性の高い教員が顧問等として継続的に配置されている。

### スクール・ミッション
これまでの本校での取組と成果の上に、生徒・保護者及び地域のニーズを踏まえ、生徒が「行きたい」、保護者が「行かせたい」、そして地域から信頼される学校を創り、以下の人材を育成する。
1. 人権を尊重し、豊かな人間性と創造性を備えた人材
2. コミュニケーション能力や情報活用能力を備えた人材
3. 地域の高校として、地域の未来を担っていく人材[3]

### 教育目標
日本国憲法、教育基本法及び学校教育法に定められた教育の根本精神に基づき、奈良県教育委員会の学校教育の指導方針を踏まえ、人権を尊重する民主的な社会の形成者として、豊かな人間性と創造性をそなえた生徒の育成を目指す。

#### 目指す生徒像
・明るく、素直で、チャレンジ精神にあふれる生徒
「元気いっぱい　一歩前へ」

### 教育方針

#### アドミッション・ポリシー
以下のような生徒を積極的に受け入れる。
1. 本校の使命や教育方針を理解する生徒
2. 基礎的な学力が身に付いており、主体的に学ぶ意欲の高い生徒
3. 明るく、素直で、チャレンジ精神をもち、社会貢献の意識が高い生徒[3]

#### カリキュラム・ポリシー
確かな学力・豊かな人間性・健やかな心身の育成と、激動の社会に対応できる能力・意欲・創造性を養うことを教育方針とし、その実現のために以下の教育を行う。
1. 生徒一人一人の興味・関心や進路希望に対応するために、多様な科目選択ができるカリキュラムを編成する。
2. 個別最適な学びと協働的な学びを実現するために、ICTを最大限活用した授業を展開する
3. 情報活用能力、コミュニケーション能力、プレゼンテーション能力を育むため、言語活動を重視した探究型の学習を行う。
4. 学習意欲の向上を図り、主体的な学び・深い学びに繋げるため、ICTを効果的に活用した授業プログラムを展開する。
5. 主体性と協働意識、他者尊重と社会貢献の精神を涵養するため、学校行事や課外活動、ボランティア活動などを計画的に組み入れる[3]。

#### グラデュエーション・ポリシー
卒業までに、以下の資質・能力の育成を目指す
1. 個人の尊厳を重んじ、礼節を学び、常に和敬の心をもって自他の向上に努めることができる。（和敬）
2. 学業に励み、真理を希求し、勤労と責任を重んじ、日々たゆまず努力し、新たな文化の創造に努めることができる。（創造）
3. 常に心身の錬磨に励み、高い知性と健全な身体を培い、強固な意志とたくましい実践力を身に付けている。（錬磨）[3]

#### 校訓
校訓は、「和敬」「創造」「錬磨」である。
- 和敬 - 個人の尊厳を重んじ、礼節を尊び、常に和敬の心をもって自他の向上に努める人間を育てる。
- 創造 - 学業に励み、真理を希求し、勤労と責任を重んじ、日々たゆまず努力し、新たに文化の創造に努める人間を育てる。
- 錬磨 - 常に心身の錬磨に励み、高い知性と健全な身体を培い、強固な意志とたくましい実践力を持った人間を育てる[1]。

## 沿革

### 年表
- 1979年（昭和54年）
  - 3月28日	- 県定例議会において奈良県立中和高等学校（仮称）建設用地を北葛城郡香芝町五カ所に取得することを議決。
  - 11月1日 - 校章・制服制定。
  - 12月21日 - 校名を「奈良県立香芝高等学校」と決定。
- 1980年
  - 3月25日 - 第1期工事が竣工。
  - 4月1日 - 奈良県立香芝高等学校（全日制普通科9学級）として開校。
  - 4月10日 - 開校式ならびに第1回入学式を挙行。
  - 11月1日 - 学校創立記念日を制定。校旗伝達式を挙行。
- 1981年
  - 3月28日- 第2期工事が竣工。
  - 4月11日 - 校歌を制定。
  - 7月31日 - 北館4階教室にLL設備が完成。
- 1982年
  - 3月25日 - 第3期工事が竣工。
  - 6月26日 - 校舎棟等新築落成式を挙行。
- 1983年2月28日 - 校訓碑除幕式ならびに同窓会発令式を挙行。
- 1984年2月1日 - 格技場落成式を挙行。
- 1986年
  - 3月29日 - 防球ネット新築工事が竣工。
  - 11月15日 - 自転車置場増設工事鉄骨造が竣工。
  - 1988年1月20日 - 渡廊下増設鉄骨造が竣工。
- 1989年（平成元年）
  - 2月28日 - 多目的グランド工事が竣工。
  - 10月27日 - 創立10周年記念式典を挙行。
  - 10月 -「みんなの森」事業を実施（北側土手植樹）。
- 1994年
  - 10月 -「みんなの森」事業を実施（西側土手植樹）。
  - 11月22日 - 創立15周年記念音楽鑑賞会（マルティン・シュカンパ（チェロ）・山口恵子・寺尾正・畑和佳子）を実施。
- 1996年3月21日 - クラブハウス「こまどりホール」が竣工。
- 1999年10月30日 - 創立20周年記念式典を挙行。
- 2000年9月1日 - IT教室を整備（情報化推進事業 北館3階 生徒用コンピュータ42台）。
- 2005年4月1日 - 新制服を導入。
- 2006年3月1日 - IT教室等設備を更新（情報化推進事業 コンピュータ42台更新・校内LAN整備）。
- 2009年10月31日 - 創立30周年記念式典を挙行。
- 2011年
  - 3月1日 - ICT教室設備を更新（情報化推進事業 フリーアクセス床・教育用コンピュータ45台・iPad7台・電子黒板等整備）。
  - 4月1日 - 学力向上実践研究指定校（平成23年度～平成25年度）
- 2014年10月9日 - 屋内運動場（体育館）耐震大規模改修工事が竣工。
- 2017年
  - 3月1日 - AL教室を整備（ICT整備事業 北館4階 教育用タブレットPC45台等整備）。
- 12月28日 - 北館校舎耐震大規模改修工事が竣工。
- 2018年4月1日 - 次世代の教育情報化推進事業実践校（平成30年度）
- 2019年11月1日 - 創立40周年記念式典を挙行
- 2020年（令和2年）4月1日 - 表現探究コースを設置。

## 基礎データ

### 所在地
- 奈良県香芝市真美ヶ丘5丁目1-53

### アクセス
- 奈良交通「香芝高校」停留所より北東へ約200m（徒歩約3分）
- 近鉄大阪線「五位堂駅」から北へ約1.1km（徒歩約16分）
- JR和歌山線「香芝駅」から北東へ約1.5km（徒歩約22分）

### 象徴

#### 校章
奈良県の県鳥「こまどり」と、いにしえの歴史を秘める葛下川にちなみ、植物の「葛」の葉を図案化し、未来に羽ばたく本校の飛躍を表現している。
3枚の葉は、それぞれ、校訓の「和敬」「創造」「錬磨」を表し、その形はまろやかななかにも創造の鋭さと錬磨のきびしさを葉先で表現し、未来に向かって限りない向上発展を目指す若人の理想を象徴している。。

#### 校歌
作詞は橋本竹茂、作曲は樋口博史による。歌詞は3番まであり、各番に校名の「香芝高校」が登場する。

## 設置する課程、学科、コース及び定員
- 全日制課程
  - 普通科
    - 表現探究コース - 120名（募集人員40名：特色選抜）
    - 表現探究コース以外 - 840名（募集人員280名：一般選抜）

2020年（令和2年）度に表現探究コースが新設された。表現探究コース以外については、文型・理型のいずれかの類型の教育課程に、2年次より分かれる。

## 高校関係者と組織

### 高校関係者組織
- 奈良県立香芝高等学校学校運営協議会 - 保護者、地域住民、校長、関係行政機関の職員の中から委嘱された委員による機関。学校運営及び当該運営への必要な支援に関して協議する。
- 奈良県立香芝高等学校同窓会 香志会（こうしかい） - 卒業生による同窓会組織[5]
- 奈良県立香芝高等学校育友会 - 生徒保護者による保護者会組織で、会員は入会金及び年会費を納入する。
- 奈良県高等学校PTA協議会 - 奈良県立教育研究所内に事務局を置くPTA協議会。奈良県立香芝高等学校育友会の会員をもって会員とし、会員は単位PTA分担金として会費を納入する。

### 高校関係者一覧

#### 著名な出身者
- 安田善紀（芸人、元りあるキッズ）

## 対外関係
近隣の畿央大学や香芝市立小学校・中学校と連携した教育・コラボレーションを行っている。